# 上海交通大学物理与天文学院
上海交通大学物理与天文学院，前身为上海交通大学物理与天文系，成立于2017年。
物理与天文学院最早可追溯于1906年的物理实验室。1928年成立物理系，1930年成立科学学院，1952年院系调整后，物理系停办，仅留下物理教研室。1978年重建应用物理系，2001年改为物理系，2013年更名为物理与天文系，2017年更名为物理与天文学院。
物理与天文学院下设交叉科学研究所，凝聚态物理研究所，粒子与核物理研究所，光科学与技术研究所，天文系，激光等离子体研究所，维尔切克量子中心等九个二级单位、四个省部级重点实验室、三个基金委创新研究群体、三个教育部创新团队和两个科技部创新团队。